# Andreea Diaconu
Andreea Diaconu (Bucarest, 28 marzo 1991) è una supermodella rumena.

## Biografia
Ha cominciato a posare nel campo della moda per pagarsi i corsi di karate, di cui è appassionata..

## Carriera
Ha posato anche per le copertine di Vogue nell'edizione tedesca ed in quella statunitense e di Elle nell'edizione francese.
Ha posato anche per servizi fotografici per Vogue nelle edizioni italiana, giapponese, tedesca e francese ed in quella statunitense e di Elle nell'edizione francese.
Ha calcato le passerelle anche per Nina Ricci, Emanuel Ungaro, Vera Wang, Oscar de la Renta, Versace, Salvatore Ferragamo, Gucci, Roberto Cavalli, Prada, Trussardi, Giorgio Armani, Moschino, Missoni, Valentino e Chanel.
Tra le agenzie con cui lavora ci sono la IMG Models - New York, Parigi, Milano e la Modelwerk.